# Édouard-Gérard Balbiani
Édouard-Gérard Balbiani (* 31. Juli 1823 in Port-au-Prince, Haiti; † 25. Juli 1899 in Meudon) war ein französischer Embryologe und Zoologe.
Balbiani studierte in Paris Naturwissenschaften bei dem Zoologen Henri Marie Ducrotay de Blainville.
Er war von 1874 bis zu seinem Tode 1899 Professor für Embryologie am Collège de France.
Zusammen mit dem Anatomen Louis-Antoine Ranvier (1835–1922) gründete er die Zeitschrift Archives d'anatomie microscopique. Balbiani entdeckte den nach ihm benannten Balbiani-Ring, siehe Polytänchromosom, und beschrieb eine Anzahl neuer Taxa der Protozoen.
1884 heiratete seine Tochter Laure Balbiani den Psychologen Alfred Binet.